# قابلية استقطاب
قابلية استقطاب  (بالإنجليزية: polarizabilty) هي خاصية جزيء أو ذرة لانزياح الشحنة السالبة والشحنة الموجبة عن بعضهما البعض فيصبح الجزيء أو الذرة ذو قطبين. يحدث للمادة ذلك عند تعرض المادة إلى مجال كهربائي خارجي. ويسمى الاستقطاب هنا استقطاب انزياحي بسبب تكون ثنائي أقطاب كهربي وبالتالي عزم ثنائي قطب.
وكلما زادت قابلية جزيئ أو ذرة للاستقطاب كلما سهل للمجال الكهربائي أن يستقطبه. ويتشكل اللاستقطاب بانزياح جزءا من شحنة الجزيئ السالبة عن شحنته الموجبة. وفي المركب الكيميائي يعني ذلك انزياح أيون سالب قليلا عن الأيون الموجب.

## الوصف

في الذرة ينزاح الغلاف الإلكتروني عن مركز ثقل النواة تحت تأثير مجال كهربائي خارجي.

تزداد قابلية الذرات للاستقطاب بزيادة الحجم الذي تشغله الأغلفة الإلكترونية.
ذلك لانه بزيادة عدد الإلكترونات في الذرة تكون التجاذب بينها وبين النواة أقل، وفي الذرات الصغيرة تكون الإلكترونات فيه أشد ارتباطا بالنواة.
وبناء على ذلك فإن قابلية الاستقطاب تزداد للعناصر من اليسار إلى اليمين في الجدول الدوري.

كما أنها تزداد أيضا في مجموعات العناصر (أعمدة الجدول الدوري) من أعلى إلى أسفل.

ومع أن جزيء الماء جزيء قطبي إلا أن مركبات أخرى مثل ألكان أكثر قابلية للاستقطاب عنه. بل أن مركبات ألكان هي أشد الجزيئات قابلية للاستقطاب.

## اقرأ أيضا
- عزم ثنائي قطب
- استقطاب
- استقطاب انزياحي